# بيتسبورغ (أوهايو)
بيتسبورغ (بالإنجليزية: Pitsburg, Ohio)‏ هي بلدة تقع في الولايات المتحدة في مقاطعة دارك. يقدر عدد سكانها بـ 388 نسمة ومساحتها 0.49 كم2 وترتفع عن سطح البحر 312 متر.

## التركيبة السكانية
قام مكتب تعداد الولايات المتحدة بتحديد بيانات التركيبة السكانية لبيتسبورغ في تعداد الولايات المتحدة. في ما يلي، التركيبة السكانية حسب تعدادي 2000 و2010.

### تعداد عام 2000
بلغ عدد سكان بيتسبورغ 392 نسمة بحسب تعداد عام 2000، وبلغ عدد الأسر 135 أسرة وعدد العائلات 108 عائلة مقيمة في القرية. في حين سجلت الكثافة السكانية 2,066.5 نسمة لكل ميل مربع (797.9/كم2). وبلغ عدد الوحدات السكنية 158 وحدة بمتوسط كثافة قدره 832.9 نسمة لكل ميل مربع (321.6/كم2).
وتوزع التركيب العرقي للقرية بنسبة 97.96% من البيض و 1.28% من الأمريكيين الأصليين و 0.26% من سكان جزر المحيط الهادئ و 0.51% من عرقين مختلطين أو أكثر.
بلغ عدد الأسر 135 أسرة كانت نسبة 44.4% منها لديها أطفال تحت سن الثامنة عشر تعيش معهم، وبلغت نسبة الأزواج القاطنين مع بعضهم البعض 69.6% من أصل المجموع الكلي للأسر، ونسبة 5.9% من الأسر كان لديها معيلات من الإناث دون وجود شريك، وكانت نسبة 20.0% من غير العائلات. تألفت نسبة 19.3% من أصل جميع الأسر من أفراد ونسبة 3.7% كانوا يعيش معهم شخص وحيد يبلغ من العمر 65 عاماً فما فوق. وبلغ متوسط حجم الأسرة المعيشية 3.25، أما متوسط حجم العائلات فبلغ 2.90.
بلغ العمر الوسطي للسكان 28 عاماً. وكانت نسبة 36.0% من القاطنين تحت سن الثامنة عشر، وكانت نسبة 6.6% بين الثامنة عشر والأربعة وعشرون عاماً، ونسبة 34.4% كانت واقعةً في الفئة العمرية ما بين الخامسة والعشرون حتى والأربعة وأربعون عاماً، ونسبة 19.4% كانت ما بين الخامسة والأربعون حتى الرابعة والستون، ونسبة 3.6% كانت ضمن فئة الخامسة والستون عاماً فما فوق. يوجد لكل 100 أنثى 101.0 ذكر، ويوجد لكل 100 أنثى في الثامنة عشر من عمرها فما فوق 109.2 ذكر.
بلغ متوسط دخل الأسرة في القرية 51,591 دولار، أما متوسط دخل العائلة فبلغ 62,273 دولار. وكان متوسط دخل الذكور 44,500 دولار مقابل 26,563 دولار للإناث. وسجل دخل الفرد الخاص بالقرية 18,763 دولار.

### تعداد عام 2010
بلغ عدد سكان بيتسبورغ 388 نسمة بحسب تعداد عام 2010، وبلغ عدد الأسر 148 أسرة وعدد العائلات 113 عائلة مقيمة في القرية. في حين سجلت الكثافة السكانية 2,042.1 نسمة لكل ميل مربع (788.5/كم2). وبلغ عدد الوحدات السكنية 160 وحدة بمتوسط كثافة قدره 842.1 لكل ميل مربع (325.1/كم2).
وتوزع التركيب العرقي للقرية بنسبة 98.7% من البيض و 0.3% من الأمريكيين الأصليين و 1.0% من الأمريكيين ذوي الأصول الآسيوية.
بلغ عدد الأسر 148 أسرة كانت نسبة 37.2% منها لديها أطفال تحت سن الثامنة عشر تعيش معهم، وبلغت نسبة الأزواج القاطنين مع بعضهم البعض 62.2% من أصل المجموع الكلي للأسر، ونسبة 10.1% من الأسر كان لديها معيلات من الإناث دون وجود شريك، بينما كانت نسبة 4.1% من الأسر لديها معيلون من الذكور دون وجود شريكة وكانت نسبة 23.6% من غير العائلات. تألفت نسبة 20.3% من أصل جميع الأسر من أفراد ونسبة 8.1% كانوا يعيش معهم شخص وحيد يبلغ من العمر 65 عاماً فما فوق. وبلغ متوسط حجم الأسرة المعيشية 2.98، أما متوسط حجم العائلات فبلغ 2.62.
بلغ العمر الوسطي للسكان 40.3 عاماً. وكانت نسبة 27.1% من القاطنين تحت سن الثامنة عشر، وكانت نسبة 7% بين الثامنة عشر والأربعة وعشرون عاماً، ونسبة 24.5% كانت واقعةً في الفئة العمرية ما بين الخامسة والعشرون حتى والأربعة وأربعون عاماً، ونسبة 27.6% كانت ما بين الخامسة والأربعون حتى الرابعة والستون، ونسبة 13.9% كانت ضمن فئة الخامسة والستون عاماً فما فوق. وتوزع التركيب الجنسي للسكان بنسبة 47.9% ذكور و52.1% إناث.